# Anaglyptus thibetanus
Anaglyptus thibetanus är en skalbaggsart som beskrevs av Maurice Pic 1914. Anaglyptus thibetanus ingår i släktet Anaglyptus och familjen långhorningar.
Artens utbredningsområde är Tibet. Inga underarter finns listade i Catalogue of Life.